# Jiang Fabin
Jiang Fabin (13 de noviembre de 1968) es un deportista chino que compitió en judo. Ganó una medalla de plata en los Juegos Asiáticos de 1990 en la categoría de –95 kg.

## Palmarés internacional
| Juegos Asiáticos | Juegos Asiáticos | Juegos Asiáticos | Juegos Asiáticos |
| Año              | Lugar            | Medalla          | Categoría        |
| ---------------- | ---------------- | ---------------- | ---------------- |
| 1990             | Pekín (China)    | Medalla de plata | –95 kg           |